# Vrata
Pour l’article homonyme, voir Vrata (Fužine).
Vrata est une commune roumaine du județ de Mehedinți, dans la région historique de l'Olténie et dans la région de développement du Sud-Ouest.

## Géographie
La commune, constituée du seul village de Vrata, est située dans le sud du județ, dans la plaine d'Olténie (Câmpia Oltenei), sur la rive gauche du Danube, à 63 km au sud de Drobeta Turnu-Severin, la préfecture du județ. Le village est construit le long d'un ancien méandre du Danube face au village bulgare de Novo Selo, dans la province de Vidin.

## Histoire
La commune a fait partie du royaume de Roumanie dès sa création en 1878.

## Démographie
En 2002, la commune comptait 660 ménages et 673 logements.
| 1992  | 2002  | 2007  |
| ----- | ----- | ----- |
| 1 928 | 2 029 | 1 252 |

## Économie
L'économie de la commune repose sur l'agriculture (céréales et cultures maraîchères), l'élevage, la pêche et l'agro-tourisme.

## Lieux et monuments
- Rives du Danube et île de Vrata.